# Macau, Brazilia
Macau este un oraș în Rio Grande do Norte (RN), Brazilia.